# Список епізодів телесеріалу «Чорне дзеркало»
«Чорне дзеркало» — британський телесеріал, створений журналістом Чарлі Брукером. Виробництвом серіалу займалась компанія Zeppotron для нідерландської мережі Endemol. Пояснючи зміст та структуру серіалу, Чарлі Брукер заявив: «Кожен епізод має різний акторський склад, різне місце дії, різну реальність. Але усі вони про те, як ми живемо, — і як можемо жити вже незабаром, якщо будемо необачними».
Серіал першим показав телеканал Channel 4: там вийшло два сезони по три епізоди у 2011—2013 роках та Різдвяний спецепізод у 2014 році.
У вересні 2015 Netflix замовив третій сезон із 12 епізодів, але пізніше розділив його на два сезони по шість епізодів. Прем'єра третього сезону відбулася 21 жовтня 2016 року.

## Огляд серіалу
| Сезон | Сезон      | Епізоди    | Оригінальна дата показу | Оригінальна дата показу | Оригінальна дата показу | Дата показу в Україні | Дата показу в Україні | Дата показу в Україні |
| Сезон | Сезон      | Епізоди    | Прем'єра сезону         | Фінал сезону            | Мережа                  | Прем'єра сезону       | Фінал сезону          | Мережа                |
| ----- | ---------- | ---------- | ----------------------- | ----------------------- | ----------------------- | --------------------- | --------------------- | --------------------- |
|       | 1          | 3          | 4 грудня 2011           | 18 грудня 2011          | Channel 4               | 2013                  | 2013                  | Україна               |
|       | 2          | 3          | 11 лютого 2013          | 25 лютого 2013          | Channel 4               | 2013                  | 2013                  | Україна               |
|       | Спецепізод | Спецепізод | 16 грудня 2014          | 16 грудня 2014          | Channel 4               | 21 березня 2017       | 21 березня 2017       | Гуртом                |
|       | 3          | 6          | 21 жовтня 2016          | 21 жовтня 2016          | Netflix                 | 15 березня 2017       | 9 травня 2017         | Гуртом                |
|       | 4          | 6          | 29 грудня 2017          | 29 грудня 2017          | Netflix                 | TBA                   | TBA                   | Гуртом                |
|       | Фільм      | Фільм      | 28 грудня 2018          | 28 грудня 2018          | Netflix                 | TBA                   | TBA                   | Гуртом                |
|       | 5          | 3          | 5 червня 2019           | 5 червня 2019           | Netflix                 | 9 червня 2019         | 9 червня 2019         | Гуртом                |
|       | 6          | 5          | 15 червня 2023          | 15 червня 2023          | Netflix                 | 15 червня 2023        | 15 червня 2023        | Netflix               |

## Епізоди

### Сезон 1
| № серії | Назва                                                            | Режисер       | Сценарист                 | Дата оригінального показу | Глядачі (мільйонів) |
| --- | ---------------------------------------------------------------- | ------------- | ------------------------- | ------------------------- | ------------------- |
| 1 | «Державний гімн» «англ. «The National Anthem»»                   | Отто Бетгерст | Чарлі Брукер              | 4 грудня 2011 року        | 2,07                |
| Невідомі викрадають британську принцесу і висувають дивну умову її звільнення: прем'єр-міністр Великої Британії повинен в прямому ефірі здійснити статевий акт зі свинею. Попри аморальність такого вчинку, громадська думка вимагає виконати умову зловмисників. У ролях: Рорі Кіннір, Ліндсі Дункан, Дональд Самптер, Том Ґудман-Гілл, Анна Вілсон-Джонс, Лідія Вілсон.                                                         |                                                                  |               |                           |                           |                     |
| 2 | «П'ятнадцять мільйонів нагород» «англ. «Fifteen Million Merits»» | Еврос Лін     | Чарлі Брукер та Канак Гак | 11 грудня 2011 року       | 1,52                |
| Епізод демонструє світ, де перегляд реклами є обов'язковим для кожного, за що даються різноманітні «нагороди». Бінг Медсен має в своєму розпорядженні 15 мільйонів «нагород», які не знає на що витратити. Він зустрічає дівчину Ебі та вражений її голосом, пропонує їй взяти участь в конкурсі талантів, витративши все своє багатство. У ролях: Деніел Калуя, Джессіка Браун Фіндлі, Руперт Еверетт, Джулія Девіс, Ешлі Томас. |                                                                  |               |                           |                           |                     |
| 3 | «Історія твого життя» «англ. «The Entire History of You»»        | Браян Велш    | Джессі Армстронг          | 18 грудня 2011 року       | 0,87                |
| Кожна людина може імплантувати собі чип, що дозволяє записати все бачене і потім переглянути спогади, видаляючи небажані. Адвокат Ліам Фоксвелл ревнує свою дружину Фіону до її знайомого Джонаса, з яким вона зустрічалася раніше. Та низка дивних випадків змушує його запідозрити, що їхні стосунки насправді ближчі, ніж вони вдають.. У ролях: Тобі Кеббелл, Джоді Віттакер, Том Каллен, Джимі Містрі.                       |                                                                  |               |                           |                           |                     |

### Сезон 2
| № серії | Назва                                       | Режисер       | Сценарист    | Дата оригінального показу | Глядачі (мільйонів) |
| --- | ------------------------------------------- | ------------- | ------------ | ------------------------- | ------------------- |
| 1 | «Я скоро повернуся» «англ. «Be Right Back»» | Овен Гарріс   | Чарлі Брукер | 11 лютого 2013 року       | 2,01                |
| Втративши коханого Еша, Марта звертається до служби, яка створює віртуального двійника померлого на основі його поведінки в Інтернеті. Марта все більше спілкується з образом Еша і зрештою наважується взяти участь в експерименті — завантажити його в синтетичне тіло. Проте воскреслий таким чином коханий виявляється не зовсім таким, як вона очікувала. У ролях: Гейлі Етвел, Домналл Глісон, Клер Кілан, Сайнід Метьюз, Флора Ніколсон, Ґлен Ганнінг, Тім Делап. |                                             |               |              |                           |                     |
| 2 | «Білий ведмідь» «англ. «White Bear»»        | Карл Тіббеттс | Чарлі Брукер | 18 лютого 2013 року       | 1,69                |
| Молода жінка приходить до тями в будинку, нічого не пам'ятаючи, і тікає на вулицю. Їй ніхто не береться допомагати, лише знімають на камери своїх смартфонів. Коли несподівано на жінку починається полювання, вона дізнається, що опинилася у постапокаліптичному світі. Їй належить дізнатися, що стало причиною трагедії та чи була вона взагалі. У ролях: Ленора Крічлоу, Майкл Смайлі, Таппенс Міддлтон, Єн Бонар.                                                  |                                             |               |              |                           |                     |
| 3 | «Час Волдо» «англ. «The Waldo Moment»»      | Брин Гіґґінс  | Чарлі Брукер | 25 лютого 2013 року       | 1,28                |
| Комік Джеймі Солтер озвучує ведмедя Волдо — персонажа телешоу за участю політиків. Його продюсер Джек Нап'єр вважає, що Волдо міг би скласти конкуренцію кандидатам на прийдешніх виборах. У ролях: Деніел Ригбі, Хлоя Піррі, Джейсон Флемінг, Тобіас Мензис, Крістіна Чонг, Джеймс Ленс. |                                             |               |              |                           |                     |

### Спецепізод
| № серії | Назва                                       | Режисер      | Сценарист    | Дата оригінального показу | Глядачі (мільйонів) |
| --- | ------------------------------------------- | ------------ | ------------ | ------------------------- | ------------------- |
| Спецепізод | «Біле Різдво» «англ. «The White Christmas»» | Карл Тиббетс | Чарлі Брукер | 16 грудня 2014 року       | 1,66                |
| Цей епізод поєднує три історії, об'єднані оповідачами. У відрізаному від світу через хуртовину будинку двоє чоловіків, Метт і Джо, вирішують розважитися, розповідаючи цікаві історії. Перша оповідає про те як Метт незаконно працював тренером з пікапу, транслюючи свої поради до мозку клієнта. В свою чергу він бачив усе очима замовника. Одного разу його клієнт таки успішно знайомиться з дівчиною, за чим з цікавістю спостерігають колеги Метта. Та несподівано вони всі стають свідками вбивства. Друга історія також ведеться від імені Метта, що працював налаштовувачем цифрових помічників. Знята з мозку клієнта копія особистості володіє всією його пам'яттю і вподобаннями, щоб досконало керувати домашньою технікою. Проте вона також має прагнення до свободи, яке Метт повинен придушити. Третя історія розповідається мовчазним Джо. Дівчина, вагітна від нього, але ображена, користується послугою заблокувати Джо — саме його зображення і голос замінюються в реальності шумом. Прагнучи з'ясувати що сталося чи бодай впевнитися, що його кохана щаслива, Джо роками слідкує за нею. Коли вона гине в аварії, правда відкривається і через розчарованого Джо стається подвійне вбивство. Саме його деталі й намагається дізнатися Метт всіма доступними йому технологіями. У ролях: Джон Гемм, Уна Чаплін, Раф Сполл, Наталія Тена. |                                             |              |              |                           |                     |

### Сезон 3
| № серії | Назва                                                | Режисер         | Сценарист                                                 | Дата оригінального показу |
| --- | ---------------------------------------------------- | --------------- | --------------------------------------------------------- | ------------------------- |
| 1 | «Під укіс» «англ. «Nosedive»»                        | Джо Райт        | Історія: Чарлі Брукер Сценарій: Рашида Джонс та Майкл Шур | 21 жовтня 2016 року       |
| У цьому світі кожна людина може в реальному житті виставити будь-кому оцінку від 1 до 5, а від рейтингу залежить місце людини в соціумі. Лейсі хоче переїхати у престижний район, і для цього їй необхідно підняти свій рейтинг до 4,5. Її шкільна подруга з рейтингом 4,8 запрошує її стати дружкою на весіллі — хороший шанс підняти рейтинг. У ролях: Брайс Даллас Говард, Еліс Ів, Джеймс Нортон, Черрі Джонс. |                                                      |                 |                                                           |                           |
| 2 | «Бета-тест» «англ. «Playtest»»                       | Ден Трахтенберг | Чарлі Брукер                                              | 21 жовтня 2016 року       |
| Купер, який не має грошей на повернення з Великої Британії до США, знаходить шабашку в компанії з розробки відеоігор. Він погоджується стати учасником бета-тестування гри у доповненій реальності. Межа гри і реальності розмивається. У ролях: Ваятт Расселл, Ганна Джон-Кеймен, Вунмі Мосаку, Кен Ямамура. |                                                      |                 |                                                           |                           |
| 3 | «Заціпся і танцюй» «англ. «Shut Up and Dance»»       | Джеймс Воткінс  | Чарлі Брукер та Вільям Бриджес                            | 21 жовтня 2016 року       |
| Невідомий хакер використовує камеру на ноутбуку підлітка Кенні, щоб зняти відео його мастурбації. Він погрожує розіслати цей ролик усім знайомим Кенні, якщо той відмовиться виконувати інструкції та обіцяє скоро «активувати» Кенні у якомусь химерному дійстві. У ролях: Алекс Лотер, Джером Флінн. |                                                      |                 |                                                           |                           |
| 4 | «Сан Джуніперо» «англ. «San Junipero»»               | Овен Гарріс     | Чарлі Брукер                                              | 21 жовтня 2016 року       |
| Сором'язлива дівчина Йоркі вперше відвідує місто Сан Джуніперо у 1987-х. Там вона зустрічає Келлі та проводить із нею ніч, після якої Келлі зникає. Колишній хлопець Келлі Вес радить Йоркі пошукати її не тільки у 80-х, але й у 90-х і навіть 2000-х. У ролях: Гугу Мбата-Роу, Маккензі Девіс. |                                                      |                 |                                                           |                           |
| 5 | «Ніхто не хотів стріляти» «англ. «Men Against Fire»» | Якоб Вербрюгген | Чарлі Брукер                                              | 21 жовтня 2016 року       |
| Під час бойового завдання зі знищення людей-мутантів, яких називають «тарганами», солдат з позивним Лампас отримує ушкодження. На наступному завданні замість монстрів він бачить звичайних людей. У ролях: Малахій Кірбі, Медлін Брюер, Аріана Лабед, Сара Снук, Майкл Келлі. |                                                      |                 |                                                           |                           |
| 6 | «Ворог народу» «англ. «Hated in the Nation»»         | Джеймс Гоуз     | Чарлі Брукер                                              | 21 жовтня 2016 року       |
| Журналістку Джо Паверс, яка отримувала багато погроз в інтернеті, знаходять мертвою із бджолою-дроном у мозку. Поліція з'ясовує, що її обрали жертвою через гештеґ #ХайПомре у Твіттері. Убивства, «замовлені» Твіттером, тривають. У ролях: Келлі Макдональд, Фей Марсі, Бенедикт Вонг. |                                                      |                 |                                                           |                           |

### Сезон 4
| № серії | Назва                                              | Режисер        | Сценарист                      | Дата оригінального показу |
| --- | -------------------------------------------------- | -------------- | ------------------------------ | ------------------------- |
| 1 | «Космічний човен Калістер» «англ. «USS Callister»» | Тобі Гейнс     | Чарлі Брукер та Вільям Бріджес | 29 грудня 2017 року       |
| Жінка прокидається на космічному човні, збудованому у стилі Зоряного шляху, на якому усі поклоняються капітану. У ролях: Джессі Племонс, Крістін Міліоті, Джиммі Сімпсон, Мікаела Коел, Аарон Пол.          |                                                    |                |                                |                           |
| 2 | «Аркангел» «англ. «Arkangel»»                      | Джоді Фостер   | Чарлі Брукер                   | 29 грудня 2017 року       |
| Після того, як мати заледве не загубила свою доньку, вона вбудовує у дитину пристрій, який дозволяє відстежувати кожен її крок, і навіть бачити її очима. У ролях: Розмарі Девітт, Бренна Гардинґ.          |                                                    |                |                                |                           |
| 3 | «Крокодил» «англ. «Crocodile»»                     | Джон Гіллкоут  | Чарлі Брукер                   | 29 грудня 2017 року       |
| Страхова агентка проводить розслідування, опитуючи свідків нещасного випадку за допомогою пристрою, який дозволяє переглядати спогади інших людей. У ролях: Андреа Райзборо, Ендрю Ґовер, Кіран Соня Савар. |                                                    |                |                                |                           |
| 4 | «Повісь ді-джея» «англ. «Hang the DJ»»             | Тім Ван Паттен | Чарлі Брукер                   | 29 грудня 2017 року       |
| У цьому світі справжнім хітом став мобільний застосунок для побачень, який пророкує також, скільки протривають стосунки. У ролях: Джорджина Кемпбелл, Джо Коул, Джордж Блаґден.                             |                                                    |                |                                |                           |
| 5 | «Металіст» «англ. «Metalhead»»                     | Девід Слейд    | Чарлі Брукер                   | 29 грудня 2017 року       |
| Чорно-білий епізод про те, як жінка намагається вижити у жорстокому світі, сповненому «псів». У ролях: Максін Пік, Джейк Девіс, Клінт Даєр.                                                                 |                                                    |                |                                |                           |
| 6 | «Чорний музей» «англ. «Black Museum»»              | Колм Мак-Карті | Чарлі Брукер                   | 29 грудня 2017 року       |
| Епізод-антологія. Жінка заходить до Чорного музею, і його власник розповідає їй історії, пов'язані з експонатами музею. У ролях: Дуґлас Годж, Летиція Райт, Бабс Олусанмокун.                               |                                                    |                |                                |                           |

### Фільм
| № серії | Назва                             | Режисер     | Сценарист    | Дата оригінального показу | Глядачі (мільйонів) |
| --- | --------------------------------- | ----------- | ------------ | ------------------------- | ------------------- |
| Фільм | «Бузогриз» «англ. «Bandersnatch»» | Девід Слейд | Чарлі Брукер | 28 грудня 2018 року       | Н/Д                 |
| Це інтерактивний епізод, у якому глядачі можуть самі обирати шлях перебігу подій та впливати на розв'язок. Усього існує 5 різних варіантів завершення цього епізоду. Молодий програміст Стефан Батлер мріє адаптувати у вигляді відеогри свою улюблену книгу «Бузогриз». Задача ускладнюється тим, що він прагне зробити гру із багатьма варіантами розвитку подій та багатьма різноманітними кінцівками, а полегшується тим, що йому пропонує співпрацю власник найбільшої компанії відеоігор Tuckersoft Моган Такур. З часом юнак починає усвідомлювати, що не він керує своїми діями, а хтось невидимий. Паралельно із розробкою відеогри Стефан Батлер намагається з'ясувати, хто ж керує його життям, ставить під сумнів концепцію свободи волі та дізнається про існування багатьох версій реальності. У ролях: Фінн Вайтгед, Вілл Поултер, Асім Чодрі, Крейґ Паркінсон. |                                   |             |              |                           |                     |

### Сезон 5
| № серії | Назва                                                           | Режисер      | Сценарист    | Дата оригінального показу | Глядачі (мільйонів) |
| --- | --------------------------------------------------------------- | ------------ | ------------ | ------------------------- | ------------------- |
| 1 | «Гадюки атакують» «англ. «Striking Vipers»»                     | Овен Гарріс  | Чарлі Брукер | 5 червня 2019 року        | TBD                 |
| Денні влаштовує день народження разом зі своєю дружиною Тео. Його старий друг Карл дарує йому останню версію гри «Striking Vipers», у яку вони колись разом грали. Це файтинг із використанням віртуальній реальності. Тієї ж ночі Денні та Карл обирають героями Ленса та Роксетт відповідно, та зрештою грають із відчуттям всіх фізичних відчуттів у тілах своїх персонажів. Після раунду бійки вони цілуються, займаються сексом у просторі гри. На річницю весілля Тео помічає нетипову замкненість Денні, й розриває домовленості з Карлом. Карла наступного дня народження Денні запрошує Тео. Денні намагається розірвати віртуальні стосунки, через що виходить суперечка, яка згодом розрішається знову віртуальним сексом в грі. Для з'ясування почуттів, хлопці роблять спробу поцілунку в реальному житті, але погоджуються, що між ними немає іскри. Через фізична бійка їх затримує поліція. Денні не можже відмовитися від гри, його віртуальні зустрічі із Карлом у «Striking Vipers» тривають. Натомість Тео отримує можливість розважатися на побаченнях у барі із незнайомцями, куди ходить без обручки. У ролях: Ентоні Макі, Ях'я Абдул-Матін II, Ніколь Бегарі, Пом Клементьєв, Луді Лін. |                                                                 |              |              |                           |                     |
| 2 | «Друзки» «англ. «Smithereens»»                                  | Джеймс Гоуз  | Чарлі Брукер | 5 червня 2019 року        | TBD                 |
| У ролях: Ендрю Скотт, Тофер Грейс, Демсон Ідріс. |                                                                 |              |              |                           |                     |
| 3 | «Рейчел, Джек і Ешлі-Два» «англ. «Rachel, Jack and Ashley Too»» | Енн Севіцька | Чарлі Брукер | 5 червня 2019 року        | TBD                 |
| У ролях: Майлі Сайрус, Ангурі Райс, Медісон Девенпорт. |                                                                 |              |              |                           |                     |

### Сезон 6
| № серії | Назва                                 | Режисер      | Сценарист              | Дата оригінального показу |
| --- | ------------------------------------- | ------------ | ---------------------- | ------------------------- |
| 1 | «Джоун жахлива» «англ. Joan Is Awful» | Аллі Панків  | Чарлі Брукер           | 15 червня 2023 року       |
| Джоун прокидається і проживає свій день: їде на роботу, звільняє підлеглу, спілкується зі своїм психотерапевтом, відповідає на повідомлення від колишнього і зустрічається з ним, після чого повертається додому. На стримінговому сервісі Джоун та її наречений бачать новий серіал «Джоун жахлива», в якому роль Джоун грає Сальма Хаєк. В серіалі зображені всі події, які відбувались з Джоун в цей день. Побачивши, що Джоун зустрічалась зі своїм колишнім, наречений покидає її. Наступного дня Джоун звільняють з роботи, оскільки її співробітники також дивились серіал. Юристи не можуть їй зарадити, бо Джоун передала права на зображення подій свого життя, коли прийняла умови використання стримінгового сервісу. Джоун дізнається, що серіал створюється автоматично на квантовому комп'ютері за допомогою цифрових образів акторів. Вона вчиняє акт публічної дефекації в церкві; цей вчинок у виконанні Сальми Хаєк потрапляє до серіалу, що глибоко обурює акторку. Жінки зустрічаються і домовляються знищити квантовий комп'ютер, який руйнує їхні життя. Потрапивши до машинної зали, вони дізнаються, що насправді знаходяться на першому рівні рекурсивної симуляції. В реальності, справжня Джоун знищує квантовий комп'ютер. У сцені після титрів Джоун розповідає, що, не зважаючи на домашній арешт, її життя почало налагоджуватися. У ролях: Енні Мерфі, Сальма Хаєк, Майкл Сера, Хімеш Патель, Бен Барнс, Роб Делані |                                       |              |                        |                           |
| 2 | «Озеро Генрі» «англ. Loch Henry»      | Сем Міллер   | Чарлі Брукер           | 15 червня 2023 року       |
| Девіс і його дівчина Пія, молоді режисери, приїздять з Лондона до Озера Генрі в Шотландії, де живе Девісова мати, щоб зняти документальний фільм про місцевого колекціонера яєць. Під час зустрічі зі Стюартом, другом дитинства Девіса, Пія дізнається про Іана Адера, серійного вбивцю, який викрав і закатував щонайменше 8 людей. Вона переконує Девіса змінити плани і зняти документалку про вбивцю. Під час зйомок Пія випадково дізнається, що справжніми вбивцями були батьки Девіса. Пія тікає від його матері, але випадково вдаряється головою і помирає. Мати Девіса залишає сину касети із записами катувань і вішається. Девіс завершує свій документальний фільм, який виграє премію БАФТА і робить Озеро Генрі популярним серед туристів. У ролях: Семюел Бленкін, Майха'ла Герролд, Деніел Портмен, Джон Ганна, Моніка Долан |                                       |              |                        |                           |
| 3 | «За морем» «англ. Beyond the Sea»     | Джон Кроулі  | Чарлі Брукер           | 15 червня 2023 року       |
| Девід Росс і Кліфф Стенфілд — космонавти, які виконують шестирічну експериментальну місію на борту космічної станції. Перед початком місії були створені механічні копії їхніх тіл. Копії залишаються на Землі, і космонавти можуть керувати ними телепатично, фактично вселяючись до механічного тіла. Група хіпі проникає до будинку Девіда, жорстоко вбиває його дружину і двох дітей, і знищує його механічне тіло. Щоб допомогти колезі подолати депресію, Кліфф погоджується надавати йому доступ до своєї механічної копії впродовж однієї години на тиждень. Під час цих коротких візитів Девід закохується в дружину Кліффа, що спричинює конфлікт між ними. Кліфф забороняє Девіду користуватись його механічною копією. Девід бреше Кліффу про несправність системи охолодження станції, виманюючи його на вихід у космос. Поки Кліфф перебуває за межами станції, Девід востаннє вселяється у механічне тіло Кліффа і вбиває його дружину і сина. У ролях: Аарон Пол, Джош Гартнетт, Кейт Мара, Оден Торнтон, Рорі Калкін |                                       |              |                        |                           |
| 4 | «Мейзі Дей» «англ. Mazey Day»         | Ута Брізвітц | Чарлі Брукер           | 15 червня 2023 року       |
| Бо — папараці; вона продає фотографії знаменитостей. Після того, як через її фото актор покінчує життя самогубством, вона перестає цим займатись і влаштовується баристою до кав'ярні. Її знайомий папараці Гек розповідає, що актриса Мейзі Дей зникла під час зйомок в Чехії, і що за її фото пропонують заплатити $30,000. Бо, Гек і ще два папараці, які встановили GPS-трекер на мотоцикл Гека, знаходять Мейзі прикутою до ліжка у приватному реабілітаційному центрі. Бо намагається звільнити Мейзі, але виявляється, що її покусав вовкулака. На небі з'являється повний місяць, Мейзі перевтілюється у вовчицю і вбиває двох папараці. Бо і Гек намагаються сховатися у їдальні, але вовчиця проникає всередину і вбиває Гека і всіх відвідувачів їдальні. Перетворившись на людину, Мейзі благає Бо вбити її, але та вкладає пістолет до руки Мейзі і наводить на неї об'єктив камери. У ролях: Зазі Бітц, Клара Ругор, Денні Рамірес |                                       |              |                        |                           |
| 5 | «Демон 79» «англ. Demon 79»           | Тобі Гейнс   | Чарлі Брукер, Алі Біша | 15 червня 2023 року       |
| Ніда — британська індійка. Вона працює консультанткою у магазині взуття. Щодня вона потерпає від расизму і зневаги з боку своїх колег і начальника. Одного дня її змушують обідати у підвалі через запах традиційної індійської їжі, який не подобається співробітниці. В підвалі Ніда травмує палець, і краплина її крові потрапляє на талісман, вивільняючи демона на ім'я Ґаап. Щоб не лякати Ніду, демон перевтілюється в образ Боббі Фаррелла з гурту Boney M. Ґаап демонструє Ніді апокаліптичну картину майбутнього, де все охоплене полум'ям, і говорить, що Ніда має вбити трьох людей впродовж трьох днів, щоб вберегти людство від загибелі. Спочатку Ніда вбиває випадкового перехожого, про якого Ґаап розповідає, що той щовечора ґвалтує свою неповнолітню доньку. На другий день Ніда вбиває Кіта Голліґена, який задушив свою дружину, а також його брата. Талісман зараховує лише вбитого брата, бо той не був вбивцею. На третій день Ніда вирішує вбити Майкла Смарта, молодого політика, який виступає проти імігрантів. Ніда майже вбиває його, але в останню мить її зупиняє поліція. Послухавши її історію, поліцейські вважають її божевільною. Але рівно опівночі лунає сирена повітряної тривоги, і в світі починається глобальна термоядерна війна. Ґаап пропонує Ніді приєднатися до нього у вічному забутті, і вона погоджується. У ролях: Анджана Васан, Паапа Ессієду, Кетрін Роуз Морлі, Девід Шилдс                |                                       |              |                        |                           |